# Swing!
Swing! è un film del 1938, diretto da Oscar Micheaux, tratto dal racconto Mandy dello stesso Micheaux. 

## Trama

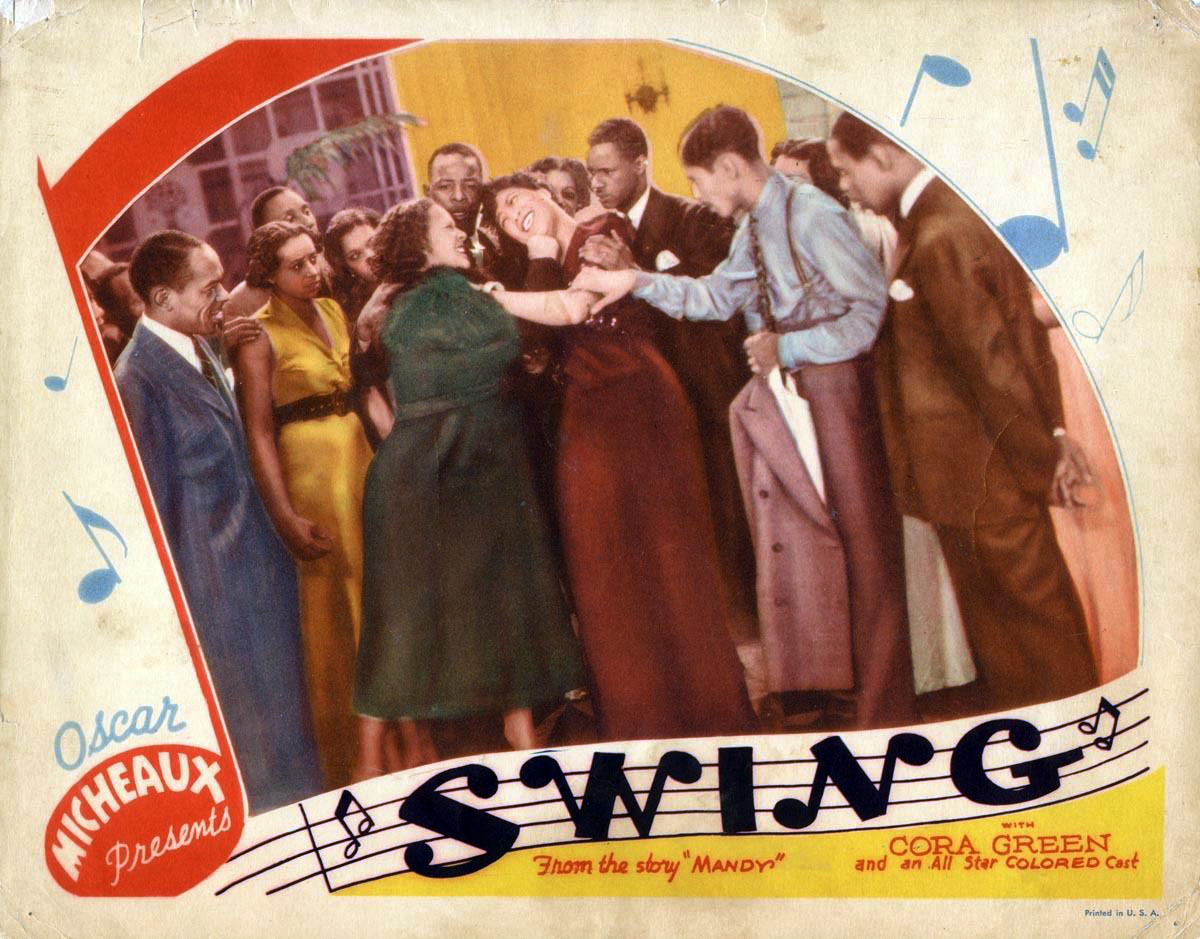
Volantino del film

In una cittadina del sud degli Stati Uniti "Mandy" Jenkins, cuoca, ha uno scontro fisico con Eloise Jackson, l'amante di suo marito Cornell, uomo piuttosto pigro ma non privo di buone qualità.
Qualche mese dopo Eloise si trova in un jazz-club di Harlem, New York, gestito da Ted Gregory: la donna ha un ingaggio lì come cantante, attività nella quale pare essere discretamente dotata. Altri immigrati dal sud appaiono casualmente essere presenti: Mandy stessa, lasciato temporaneamente il marito, ottiene un lavoro come costumista e sarta nel locale, introdotta a tale mansione dalla compaesana Lena Powell, fidanzata di Ted.
Mancano pochi giorni alla messa a punto di un nuovo spettacolo, e Eloise ha un incidente, conseguenza del suo stato di ubriachezza, che la costringe in ospedale. È ancora Lena a proporre Mandy in un nuovo ruolo (sostenendo che la donna "ha swing"), quello di sostituta della cantante Eloise, ed ancora una volta la cuoca/costumista se la cava egregiamente: un noto impresario teatrale è interessato a portare lo show sui palcoscenici di Broadway. E Cornell, rinsavito, raggiunge la moglie, alla quale si riunisce con soddisfazione di entrambi.

## Produzione
L'attrice Dorothy Van Engle, che è stata anche assistente di produzione per il film, è accreditata di aver inventato una delle sue scene principali, quella nella quale il personaggio da lei interpretato e Mandy cuciono assieme. Van Engle, che era sarta, ha confezionato ella stessa i propri vestiti per il film.
Elvera Sanchez Davis, madre del noto Sammy Davis, Jr., ha avuto nel film il ruolo secondario di ballerina di tip-tap.

## Colonna sonora
Cora Green, accompagnata dall'orchestra di Leon Gross, interpreta il canto yiddish Bei Mir Bistu Shein (musica di Sholom Secunda, testo di Sammy Cahn e Saul Chaplin) e Heaven Help this Heart of Mine (di Leonard Whitcup, Walter G. Samuels e Teddy Powell); Hazel Diaz interpreta Once I Did e le Tyler twins cantano I Got Rhythm, Boy".

## Distribuzione
Swing!, opera attualmente di pubblico dominio, è stato proiettato di frequente in festival cinematografici e retrospettive dedicate al lavoro pionieristico di Oscar Micheaux; il film ha avuto anche diversi passaggi televisivi negli Stati Uniti all'interno di programmi sul cinema afroamericano.